# Academia Caxiense de Letras
A Academia Caxiense de Letras é uma entidade cultural e filantrópica, de cunho literário, com sede na cidade de Caxias do Sul, no estado do Rio Grande do Sul, sob a égide do lema Cultura, Facho Inextinguível.
A academia é uma entidade literária, sem fins lucrativos e sua duração é por tempo indeterminado.

## História
A entidade Academia Caxiense de Letras foi fundada no dia 1º de junho do ano de 1962, depois de ser adiada por diversas vezes, sob o lema “Cultura, Facho Inextinguível, foi resolvido, por unanimidade, a fundação imediata da Academia Caxiense de Letras.
O âmbito da Academia Caxiense de Letras é Caxias do Sul e demais cidades da região da Encosta Superior do Nordeste do Rio Grande do Sul.

## Composição
Representa a ACL-RS o Presidente e os membros que ele indicar como representantes, os quais poderão variar nas diversas solenidades e eventos.
Administra e responde legalmente pela entidade Academia Caxiense de Letras, nas formas ativa, passiva, judicial e extrajudicial, em todas as suas obrigações sociais, o Presidente, o Vice-Presidente, O Primeiro e o Segundo Tesoureiros eleitos pelos seus pares por período de dois anos e o presidente do Conselho.
A Academia é composta por quarenta Membros Acadêmicos Titulares juramentados em cerimônia pública, que constituem seu Quadro Ordinário e de um número indeterminado de membros nas seguintes categorias:
a)	correspondentes;
b)	honorários;
c)	históricos.
A posse de uma cadeira acadêmica é de caráter vitalício, salvo renuncia ou exclusão do acadêmico que se dará na forma da legislação civil vigente à época do fato.
São considerados Membros Acadêmicos Fundadores as trinta e nove pessoas que assinaram a ata de fundação da Academia Caxiense de Letras em 1º de junho de 1962.
Membros Correspondentes são os escolhidos entre os intelectuais residentes ou não na região de âmbito da Academia e que divulgam atividades ligadas à cultura, bem como a própria Academia.
Membros Honorários são os escolhidos entre aqueles que tenham prestado serviço de relevância à cultura, assim como aqueles que fizeram parte da Academia até 1986 e que por força dos estatutos então vigentes, a partir daquela data foram dela desligados ou que dela se desligaram.
São considerados Membros Acadêmicos Históricos os Membros Acadêmicos a partir do seu falecimento.
Os Membros Acadêmicos têm como patronos nomes ilustres da literatura da região.

## Membros fundadores[1]
- Adelar Santos Vicenzi
- Alberto Ariolli
- Alderico Adami
- Ana Gomes de Lavra Pinto
- Antonieta Agostinelli Veronese
- Argemiro Pedro Formolo
- Carmen Terezinha Tomasi
- Cláudio Alberto M. Eberle
- Clovis Pradel Pinheiro
- Constantino Bampi
- Cristiano Carlos Carpes Antunes
- Cyro de Lavra Pinto
- Durval D’Agostini
- Edmundo Pessi
- Elisabeth Ana Longhi
- Eloy Lacava Pereira
- Ely José Andreazza
- Enrico E. Tondin
- Ester Justina Troian Benvenutti
- Gaudêncio Veronese
- Helio Gomes Pinheiro Machado
- Izidra Maria Chiaradia
- Jacintho Maria de Godoy
- Jane Oliveira
- João Formolo
- João Luiz Maineri
- João Spadari Adami
- Joaquim Pedro Lisboa
- João Zugno
- Julio Ungaretti
- Mário Gardelin
- Murilo Moacyr Frantz
- Nelly Veronese Mascia
- Nestor José Gollo
- Osvaldo de Assis
- Osvaldo Luiz Graviolli
- Virgilio Zambenedetti
- Waldomiro Antonio Grandi
- Zulmiro Lino Lermen

## Patronos
1. José Bernardino dos Santos
2. Carlos de Lavra Pinto
3. Ana Barboza Noronha
4. Antônio Augusto Casagrande
5. Leonel de Vargas
6. Bento de Lavra Pinto
7. Anna Maria Rath de Queiroz
8. Alfredo de Lavra Pinto
9. Jerônimo Neves
10. Artur de Lavra Pinto
11. Vivita Cartier
12. Vico Thompson
13. Alcides Müller
14. Helba Maria Antunes
15. José Penna de Moraes
16. Manoel Peixoto de Abreu e Lima
17. Aurélio Veríssimo Bittencourt
18. Alfredo de Mello Tinoco
19. Vinicios Ribeiro Lisboa
20. Ângelo Corso
21. Américo Ribeiro Mendes
22. Dom José Barea
23. José Fialho de Vargas
24. Augusto Diana Terra
25. Pe. Pietro Nosadini
26. Herculano Montenegro
27. Dom Carmine Fasulo
28. Jacintho Maria de Godoy
29. Ida Marcucci Zanelatto
30. Cristiano Ramos
31. Hercilia Raimundi Petry
32. Natal Chiarello
33. Fermino Bonet
34. Ítalo Balen
35. Cesare Fallabrino
36. Alexandre Ramos
37. Maurício Nunes de Almeida
38. Dante Marcucci
39. José de Campos Neto
40. Percy Vargas de Abreu e Lima

## Membros acadêmicos titulares
Acadêmico (a)
1. Mário Gardelin
2. Irma Buffon Zambelli
3. Vaga
4. Vaga
5. Vaga
6. Salvador Hoffmann
7. Regina de Queiroz Gazzola
8. Gislaine Regina Soares Antunes
9. Maristela Scheuer Deves
10. Renato de Jesus Padilha
11. Vaga
12. Osmar Ferreira
13. Vaga
14. Arthur Campagnolo Della Giustina
15. Vaga
16. Carlos Alberto Posser
17. Juliano De Ros
18. Avelino Alves Mendes
19. Ligya Goulart de S. Dal Zotto
20. Rosania Maria Oliboni Barbosa
21. Maria de Lurdes Rech Pianegonda
22. Lucí Barbijan
23. Valdecir de Oliveira Anselmo
24. Charles Tonet
25. Moacir João Alves Mendes
26. Lourdes Curra
27. Maria Angélica Grazziottin
28. Teresinha Isabel Riht Tregansin
29. Cristiano Bartz Gomes
30. Tânia Maria Scuro Mendes
31. Bernardete Pierina Ghidini Zardo
32. Luiz Damo
33. Roberta Giovanaz Spader
34. Ângela Broilo
35. Domingas Colombo Giacomin
36. Rita de Cássia de Campos Costa
37. Elizabeth B. de Lima Shotz
38. Leandro Angonese
39. Maria Helena Binelli Catan
40. Zélia Maria de Nardi
41. Olmiro Palmeiro de Azevedo (membro de honra)[2]